# The March Violets
The March Violets sind eine englische Post-Punk/Gothic-Rock-Band, die 1981 in Leeds gegründet wurde. Merkmale der Band sind sowohl weibliche als auch männliche Sänger, Drum Machines und elektrische Gitarren mit verstärktem Widerhall, die an den Stil der Sisters of Mercy, einer ebenfalls in Leeds gegründeten Band erinnern. Sieben Singles der March Violets erreichten die Indie Charts in Großbritannien, die Zusammenstellung Natural History stand 1984 auf Platz 3.

## Geschichte
The March Violets gründeten sich im Dezember 1981 an der Leeds University. Die damaligen Bandmitglieder waren Tom Ashton (Gitarre), Laurence "Loz" Elliot (Bass), Simon "Detroit" Denbigh (Gesang) und Rosie Garland (Gesang). Das Schlagzeug kam von einer Drum Machine, die den Spitznamen "Dr. Rhythm" trug, eine Eigenschaft die zu der Zeit in vielen Bands in Leeds beobachtet werden konnte. Der Kommilitone Andrew Eldritch, Leadsänger der Band Sisters of Mercy, brachte am 28. August 1982 mit seinem Label Merciful Release das Debüt der Band, die EP "Religious as Hell" mit vier Songs heraus. Am 27. November 1982 folgte eine zweite Single, "Grooving in Green", ebenfalls bei Merciful Release.
Mit dem Release der Single "Crow Baby" am 30. April 1983 gründete die Band ihr eigenes Label Rebirth. Cleo Murray trat der Band als zweite Sängerin für die nächste Single "Snake Dance", die im Dezember 1983 herausgebracht wurde, bei. Der Song war ein Clubhit und wird als ein Klassiker des Gothic-Rock gesehen. Garland verließ die Band nach "Snake Dance" und Murray übernahm die Rolle als Solo-Sängerin für die Single "Walk Into the Sun", die am 4. August 1984 erschien. Im darauffolgenden Oktober veröffentlichte die Band ihr erstes zusammengestelltes Album Natural History, welches die ersten vier Singles sowie zwei Songs einer BBC Peel Session von 1983 enthielt.
Danach wandte sich die Band einem eher pop-orientiertem Sound zu und Denbigh verließ die March Violets Anfang Februar 1985, kurz vor der ersten Amerika-Tour im März 1985. Am 11. Mai 1985 erschien die Single "Deep", auf der Denbigh noch zu hören ist, da sie vor seinem Verlassen der Band aufgenommen wurde. Ein zweites zusammengestelltes Album, Electric Shades, wurde im selben Jahr in den USA bei Relativity Records veröffentlicht. Es enthielt die Singles "Snake Dance", "Walk Into the Sun" und "Deep", sowie einen Remix von "Snake Dance" mit Klavier.
The March Violets unterzeichneten einen Vertrag beim Major Label London Records und nahmen den Schlagzeuger Andy Tolson in die Band auf. Die Single "Turn to the Sky" wurde am 24. Februar 1986 in London veröffentlicht, trug jedoch noch die Zeichen des eigenen Labels Rebirth. Der Song (sowie ihr Cover von "Miss Amanda Jones" von den Rolling Stones) wurde im 1987 veröffentlichten Film Some Kind of Wonderful als Soundtrack verwendet, der auch eine Live-Performance der Band und ihrer Single "Turn to the Sky" enthielt. Im selben Jahr löste sich die Band auf.
1993 wurde die erste Kompilation auf CD, The Botanic Verses, von Jungle Records in Großbritannien und Cleopatra Records in den USA herausgebracht und enthielt alle von 1982 bis 1984 veröffentlichten Singles.

## Andere Projekte
Vor der Auflösung der Band hatte Ashton als Live-Guitarrist der Bands The Sisters of Mercy und Danse Society mitgewirkt. 1991 schloss er sich der Band Clan of Xymox für ihre Phoenix Tour durch die USA an und zog dorthin. Später komponierte er Soundtracks für Indie-Filme. Ashton arbeitet heute als Produzent für verschiedene Bands wie Vision Video und Tears for the Dying im Südosten der USA.
Murray war während der frühen 1990er Frontfrau der Band Lovecraft und veröffentlichte mit ihnen 1993 die beiden Singles "Hungry" und "Medicine".
Denbigh gründete die Bands Batfish Boys und D-Rok.
Garland wirkte als Poetin und Kabarettistin unter dem Namen Rosie Lugosi. Später wurde sie Opfer eines Stalkers, der darauffolgende Gerichtsprozess im Jahr 2007 wurde zum Leitartikel der Manchester Evening News. Nach mehreren Gedichtsammlungen wurde 2013 bei HarperCollins Garlands Debütroman The Palace of Curiosities veröffentlicht, der mit mehreren Preisen und einem Platz auf der Longlist des Desmond Elliott Prize ausgezeichnet wurde.

## Reformation und spätere Aktivitäten
Am 8. Oktober 2007 spielten The March Violets in Leeds mit den ursprünglichen Bandmitgliedern Denbigh, Garland und Ashton sowie dem Bassisten Mat Thorpe (Isolation Division). Die Show war ein Erfolg, jedoch wurden Pläne für weitere Shows aufgrund von Garlands erfolgreichem Kampf gegen Kehlkopfkrebs im Jahr 2009 zurückgehalten.
Nachdem Garland sich erholt hatte, starteten The March Violets ihre Wiedervereinigung mit einer geheimgehaltenen Warm-up Show in Whitby im Oktober 2010. Am 13. November 2010 spielte die Band nach 25 Jahren ihr erstes Konzert in London, in der O2 Academy Islington mit der neuen Bassistin Joanna Moy (vorher bei Screaming Banshee Aircrew).
Im November 2010 startete die Band ein Projekt, um mit Pledge Music das erste richtige Album fertigzustellen (im Gegensatz zu den vorherigen mit Singles und EPs zusammengestellten Alben). Über 600 Fans sicherten ihre Unterstützung zu und sammelten 196 % des benötigten Geldes. Zusätzlich zu dem Fundraising für das Album sammelte die Band für verschiedene wohltätige Organisationen (Friends of the Earth, Cloth Cat und Macmillan Cancer Support). Während der Albumaufnahmen wurden verschiedene Promo-Songs veröffentlicht, unter anderem eine digitale Veröffentlichung von "Tokyo Flow", ein Remix von "Dandelion King" sowie ein "gigeo", eine Zusammenstellung eines Auftritts in Leeds, wo das Promo-Video mit Publikum gedreht wurde, von "Dandelion King".
2012 spielte die Band eine kleine Live-Tour, bei der einige neue Tracks präsentiert wurden.
Im April 2013 wurde das Album Made Glorious als digitaler Download für alle unterstützenden Fans veröffentlicht. Es bestand hauptsächlich aus originalen Tracks, mit einigen Remixes von Songs der EPs Trinity und Love Will Kill You. Exemplare wie CDs, T-Shirts, ein A4-Booklet mit Lyrics, Kunstwerken und Photos, und Poster wurden an die unterstützenden Fans im Juni 2013 verbreitet. Außerdem erhielten sie eine spezielle Ausgabe mit 2 CDs, auf denen sich 12 zusätzliche Remixe inklusive zweier, nicht auf dem Originalalbum herausgebrachter Tracks ("Liam Hits Seven" und "Black Heart") befanden.
Für die Unterstützung des neuen Albums, spielte die Band mehrere Konzerte im Oktober und November 2013, eine kleine Tour im April 2014 sowie ein Konzert als Headliner beim Convergence 20 Festival in Chicago, bei dem die Band zum ersten Mal seit ihrer Wiedervereinigung mit dem neuen Album in den USA auftrat. Eine weitere Tour an der Westküste folgte im Juni 2014.
Im August 2015 wurde bestätigt, dass Moy die Band verlassen hatte. Im darauffolgenden Monat wurde bekanntgegeben, dass für Oktober eine Amerika-Tour mit dem Bassisten William Faith geplant sei.
Anfang Oktober verkündete die Band, dass sie nach dem Ende der Mortality Tour ein Album mit dem gleichen Namen aufnehmen werden. Durch PledgeMusic wurde 167 % des dafür benötigten Geldes gesammelt, wovon 10 % an den Macmillan Cancer Support gingen. Die erste Version von Mortality wurde für alle Unterstützer als Download an Heiligabend veröffentlicht. Diese Version enthielt zehn Songs, von denen alle bis auf den Titelsong "erneuerte" Versionen von alten Songs waren. Mars Williams von der Band Psychedelic Furs spielte auf einigen Tracks Saxophon. Die komplette Version den Albums kam 2016 heraus und beinhaltete zusätzliche Remixe und Extended Versions.
Nachdem die ersten Remixe Anfang 2016 für die Unterstützer des Albums herausgebracht wurden, erlitt Denbigh einen Schlaganfall und befand sich lange Zeit im Krankenhaus.
Am 16. Juli 2021 brachte die Band eine limitierte Edition eines Doppel-Vinylalbums namens Big Soul Kiss: The BBC Recordings bei Jungle Records heraus. Dies war ein Special für den Record Store Day in Großbritannien und in anderen Gebieten als Standardveröffentlichung erhältlich. Drei Wochen nach der Veröffentlichung war es ausverkauft.

## Diskografie

### Studioalben
- Made Glorious (2013, Selbstveröffentlichung)
- Mortality (2015, Selbstveröffentlichung)

### Singles und EPs
- Religious as Hell 7" (1982, Merciful Release)
- Grooving in Green 7" (1982, Merciful Release)
- Crow Baby 7"/12" (1983, Rebirth)
- Snake Dance 7"/12" (1984, Rebirth)
- Walk into the Sun 7"/12" (1984, Rebirth)
- Deep 7"/12" (1985, Rebirth)
- Turn to the Sky 7"/12" (1986, Rebirth)
- Trinity EP CD EP (2007, Selbstveröffentlichung)
- Love Will Kill You CD EP (2011, Selbstveröffentlichung)

### Zusammengestellte Alben
- Natural History (1984, Rebirth)
- Electric Shades (1985, Relativity Records)
- The Botanic Verses (1993, Jungle Records/Cleopatra Records)
- Big Soul Kiss: The BBC Recordings (2021, Jungle Records)